# Microregione di Afonso Cláudio
Afonso Cláudio è una microregione dello Stato dell'Espírito Santo in Brasile appartenente alla mesoregione di Central Espírito-Santense.

## Comuni
Comprende 7 comuni:
- Afonso Cláudio
- Brejetuba
- Conceição do Castelo
- Domingos Martins
- Laranja da Terra
- Marechal Floriano
- Venda Nova do Imigrante